# Sejm zwyczajny 1738
Sejm 1738 – sejm zwyczajny I Rzeczypospolitej, został zwołany 30 maja 1738 roku do Warszawy.
Sejmiki przedsejmowe odbyły się: oświęcimski 18 sierpnia, kujawski i inne 25 sierpnia, główne prowincjonalne 15 września 1738 roku. 
Marszałkiem sejmu obrano Kazimierza Rudzińskiego, starostę kruszwickiego. 
Obrady sejmu trwały od 6 października do 17 listopada 1738 roku.